# Baronnie de Château-Gontier
 (décembre 2016).
Si vous disposez d'ouvrages ou d'articles de référence ou si vous connaissez des sites web de qualité traitant du thème abordé ici, merci de compléter l'article en donnant les références utiles à sa vérifiabilité et en les liant à la section « Notes et références ».

La sénéchaussée de Château-Gontier en Anjou au XVIIIe siècle.

La baronnie de Château-Gontier, est une ancienne baronnie médiévale, érigée en marquisat en 1656.
Elle offre cette particularité historiquement intéressante que sa limite nord était comme indécise entre le comté de Laval, le comté du Maine et l'Anjou. L'autorité civile et féodale du comte d'Anjou avait empiété par droit de conquête sur le territoire du Maine, avant le XIe siècle, mais à une époque où les paroisses étaient déjà constituées. Aussi l'évêque du Mans avait-il maintenu sa juridiction sur l'étendue de son diocèse. C'est ainsi, du moins, que l'abbé Angot croit devoir comprendre et expliquer ce phénomène anormal. 

## Territoire
Ce territoire mixte, angevin au civil, relevant du diocèse du Mans au point de vue religieux, comprenait : le ressort de Cossé, Cosmes, Saint-Gault, Quelaines, Origné, Villiers, Ruillé, Fromentières, Houssay, Saint-Sulpice, Froid-Fonds, Longuefuye, Gennes, Saint-Aignan-de-Gennes, sans compter des droits sur Entrammes et sur Bouère dans la baronnie de Laval. 
Outre ces paroisses mixtes, la baronnie comprenait : Azé, Châtelain, Coudray, Bierné, Argenton, Daon, Saint-Michel-de-Feins, Saint-Laurent-des-Mortiers, sur la rive gauche de la Mayenne et, sur la rive droite : outre celles déjà désignées, les paroisses de Marigné-Peuton, Loigné, Laigné, Bazouges, Saint-Fort, Ampoigné, Chemazé ; et dans les limites actuelles de Maine-et-Loire : l'Hôtellerie-de-Flée, Saint-Sauveur, Brissarthe, Chanteussé, Aviré, Saint-Martin-du-Bois, Querré, la Jaille-Yvon, et peut-être Segré où les seigneurs de Château-Gontier eurent des droits dès l'origine féodale et au XIIIe siècle, appartenaient aussi à la baronnie.
Les seigneurs de Château-Gontier ne se réservèrent pas dans le territoire qui leur était inféodé des châtellenies où ils pussent élever des forteresses qui fussent leur domaine et leur servissent de défense pour le reste de leur baronnie, comme le firent les seigneurs de Laval et de Mayenne. Ils se contentèrent de la possession utile des forêts de Valle et de Flée, d'une partie de la forêt de Bouère, et de redevances sur les fiefs inféodés par eux.

## Liste des seigneurs de Château-Gontier

### Famille de Château-Gontier
- Renaud Ier de Château-Gontier : 1026, 1040-1045 ;
- Alard Ier de Château-Gontier : 1045-1060 ;
- Renaud II de Château-Gontier : 1063-1067 ;
- Renaud III de Château-Gontier : 1067-1101 ;
- Alard II de Château-Gontier : 1101-1145? ;
- Alard III de Château-Gontier : 1145-1152 ;
- Renaud IV de Château-Gontier : 1151-après 1169 ;
- Renaud V de Château-Gontier : avant 1183-1195 ;
- Renaud VI de Château-Gontier : après 1195-1206 ;
- Alard IV de Château-Gontier : 1206-1245 ;
- Jacques de Château-Gontier : vers 1220-1263.

### Famille de la Guerche
- Emma de Jacques de Château-Gontier, veuve de Geoffroy de la Guerche, épouse de Girard Chabot. Elle donne droit d'usage dans la forêt de Flée en 1266 et vivait en 1274[1].
- Jeanne de la Guerche, femme de Jean de Beaumont-Brienne

### Famille de Beaumont-Brienne
- Robert de Beaumont-Brienne (° ~1270 - † 1327), marié le 25 août 1303 à Marie de Craon dame de Châtelais († 1312) puis en 1323 à Marie d'Astort.
- Jean II de Beaumont-Brienne (° ~1302 - † ~1355), marié à Isabeau d'Harcourt puis le 31 décembre 1330 à Marguerite de Valentinois († 1380).
- Louis II de Beaumont-Brienne, fils du précédent et de Marguerite de Valentinois) (° >1330 - † mort sans enfants lors de la Bataille de Cocherel le 23 mai 1364, inhumé à la Chartreuse du Parc-en-Charnie), marié en 1362 ou 1363 à Isabelle de la Marche († 1371). Sa fortune échut à Marie de Beaumont, sa nièce.
- Marie de Beaumont-Brienne (° ~1325 - † 1372), nièce de Louis II, fille de Jean II de Beaumont-Brienne et de sa première femme Isabeau d'Harcourt, mariée vers 1340 à Guillaume Chamaillard, sire d'Anthenaise (° ~1320 - † ~1391).

### FamilleChamaillard
- Guillaume Chamaillard
- Marie Chamaillard (° ~1345 - † Argentan 18 novembre 1425), mariée le 20 octobre 1371 à Pierre II de Valois d'Alençon (° 1340 - † 1404).

### Famille d'Alençon
- Pierre II d'Alençon, marié en 1371 à Marie Chamaillard ; il fait, en 1401, un accord avec Guy XII de Laval, seigneur de Laval pour délimiter leurs juridictions réciproques.
- Jean Ier d’Alençon "Le Sage" (° 9 mai 1385 - † bataille d'Azincourt 1415), marié le 29 juin 1396 à Marie de Bretagne, dame de La Guerche († 1446). Il fait sceller, le 25 août 1414, de son sceau armorié un aveu de sa baronnie que Jean Dosdefer, son procureur, présente le 16 mars suivant aux assises d'Angers.
- Jean II d’Alençon "Le Bon" (° 2 mars 1409 - † 1476), compagnon de Jeanne d'Arc, qui le surnomme « le gentil duc », marié  en 1420 à Jeanne d'Orléans († 1432) puis le 30 avril 1437 à Marie d’Armagnac († 1473). Il voit saisir sur lui pour trahison, en 1431, avec tous ses autres domaines, la baronnie de Château-Gontier. Il en jouissait quand même sous certaines réserves : le 24 janvier 1436 (n. s.) il y signe un acte ; Charles IV du Maine, comte du Maine lui remet, en 1465, la peine encourue pour défaut d'hommage. Il rentre officiellement dans ses biens en 1466 ; subit une nouvelle confiscation au profit de Jean VIII de Bourbon-Vendôme, comte de Vendôme, en 1469 ; et laisse pourtant sa fortune à son fils, en 1476.
- Jean VIII de Bourbon-Vendôme.
- René d'Alençon (° 1454 - † 1er novembre 1492), marié le 14 mai 1488 à Marguerite de Lorraine-Vaudémont (° 1463 - † 1521). Il tombe dans la disgrâce de Louis XI, qui, par acte du 23 février 1483 (n. s.) donne la jouissance de Château-Gontier à Pierre d'Acigné, valet de chambre de René d'Alençon. Les États de Tours remettent René d'Alençon dans ses droits, et il donne l'administration de Château-Gontier à sa femme Marguerite de Lorraine-Vaudémont.
- Charles IV d'Alençon (° 2 septembre 1489 - † 11 avril 1525), marié le 2 décembre 1509 à Marguerite de France (1492-1549). Il combat à Marignan en 1515 et à Pavie le 24 février 1525 mais meurt (sans enfants) le 11 avril de la même année.
- Françoise d'Alençon. Elle fait ériger en duché la vicomté du Maine, qui comprit également les baronnies ou seigneuries de Château-Gontier et de la Flèche à charge de tenir ledit duché à une seule foy et hommage de la couronne, octobre 1543.

### Famille de Bourbon
- Antoine de Bourbon, fils de Françoise d'Alençon et de Charles IV de Bourbon-Vendôme
- Henri de Navarre plus tard Henri IV (° 13 décembre 1553 - † 14 mai 1610. Il réunit Le 16 septembre 1594 la baronnie de Château-Gontier au domaine de la couronne.
- Louis XIII échange la baronnie de Château-Gontier le 10 mars 1629, avec Louise-Marguerite de Lorraine, princesse de Conti, avec la principauté de Linchamp.

### Famille de Lorraine
- Louise-Marguerite de Lorraine

### Famille de Bailleul
- Nicolas de Bailleul[2]. Il avait avancé 50 000 livres aux héritiers de Louise-Marguerite de Lorraine sur la baronnie de Château-Gontier et se prétendait propriétaire, en 1646, en vertu d'un échange. Remboursé au mois d'octobre 1616 sur l'épargne du roi, il se portait de nouveau acquéreur le 6 janvier 1647, après saisie sur Claude de Lorraine ; les créanciers opposants furent déboutés par sentence du 2 mars 1647. En 1651, Nicolas de Bailleul est nommé gouverneur de Château-Gontier, dont il détenait la baronnie depuis 1638 et qu'il fait ériger en marquisat au profit de son fils Louis-Dominique par lettres patentes des 27 et 31 juillet 1656[3]. Le titre de marquis de Château-Gontier semble cependant avoir déjà été porté par Nicolas de Bailleul, mort en 1652.
- Élisabeth-Marie Mallier, à la mort de son mari Nicolas de Bailleul, possède en douaire Château-Gontier et s'en dit gouvernante en 1652.
- Louis-Dominique de Bailleul (1622-1701)
- Nicolas-Louis de Bailleul, investi du marquisat dès 1680, en reconnaissait cependant, en 1696, le tiers comme propriété de Marie de Bailleul, sa sœur, femme du marquis de Franquetot.  Louise Girard, sa première femme, meurt à Château-Gontier, âgée de vingt-huit ans, le 17 septembre 1688; il épouse ensuite Charlotte du Fresne ; 17 avril 1714.
- Nicolas-Louis II de Bailleul, avait comme copropriétaires ses tantes ou leurs enfants.
- L'indivision existait en 1737 entre : 
  - Jean et Charles Gallichon de Courchamp, enfants de Jean Gallichon de Courchamp et de Marthe-Clémence de Bailleul ;
  - les enfants issus des deux mariages de Madeleine-Louise de Bailleul avec Jean Aubry, marquis de Vastan, et Antoine Portail ;
  - les petits-enfants d'Angélique-Cécile de Bailleul et d'Anne Raguier, dont la fille, Cécile Raguier, avait épousé Jean-Charles de Mesgrigny, comte d'Aunay, brigadier des armées du roi.

### Famille Aubry de Vastan
- Le 30 mars 1715, en cour du Châtelet, Marie-Catherine-Louise Aubry de Vastan, femme de Jean-Anne Aubry, chevalier, comte de Saint-Yves, légataire universelle d'Alexis, comte de Bailleul, son oncle, donne la terre de Château-Gontier à Félix Aubry, marquis de Vastan, maître des requêtes, intendant de justice, police et finances en la généralité de Caen, lequel réclame en 1737 insinuation du contrat.
- Félix Aubry marquis de Vastan (1681-20 juin 1743), devint propriétaire participation du 12 mai 1739, pour 330 000 livres.

### Famille diverses
- Félix Aubry revendit aussitôt pour 340 000 livres à Henri-Michel-Augustin de Racappé, marquis de Magnannes dont la veuve Marie-Charlotte-Louise Le Roux des Aubiers, propriétaire en vertu d'une donation mutuelle, épousa en 1756 Pierre-Georges, marquis de Rougé, et se hâte de vendre Château-Gontier, le 1er mai 1760, pour 438 000  à Gilbert-Hardy-Germain de Villoutreys.
- Ce dernier céda son acquisition, le 26 juillet 1761, à Jean Thérèse de Beaumont d'Autichamp qui se fit maintenir en 1774 contre le retrait possible par la couronne  dans la propriété incommutable du marquisat.
- Le 4 avril 1767, en cour du Châtelet, la terre de Château-Gontier est licitée pour une moitié (180 500 livres) par Marie-Céleste Locquet de Granville, veuve de Louis-Joseph de Beaumont, marquis d'Autichamp, à son fils aîné Jean Thérèse de Beaumont d'Autichamp.

## Source
- Martin Foucault, Martin Foucault, Documents sur Château-Gontier, première baronnie de la province d'Anjou, Chailland, 1883.
- Alphonse-Victor Angot, Ferdinand Gaugain, Dictionnaire historique, topographique et biographique de la Mayenne, tomes 1, 2, 3 et 4, Goupil, Laval, 1900-1910.